# 和泉丸 (日本郵船)
和泉丸（いずみまる）は日本郵船の鋼製汽船。
日清戦争直前のころに船舶不足により日本郵船がイギリスで購入した2隻のうちの1隻。イギリス、ニューカッスルのWillian Dobson & Co. で1894年4月に建造され、4月13日に購入された。
3225総トン、速力10ノット。
日清戦争では陸軍に徴傭された。期間は1894年7月19日から1895年12月30日までであった。
1896年4月18日、「和泉丸」は欧州航路第2船として横浜を出航した。
「和泉丸」は1898年から1902年までシアトル航路で、1901年と1902年にボンベイ航路で使用されている
日露戦争では1904年2月4日に陸軍に徴傭された。「和泉丸」は6月12日に塩大澳を発して宇品へ向け航行中、15日にロシアのウラジオストク巡洋艦隊と遭遇した。逃走を図る「和泉丸」を装甲巡洋艦「グロモボーイ」が追跡し砲撃。死傷者が出た「和泉丸」は停船し、全員端艇で「グロモボーイ」へ向かった。その後「和泉丸」は沈められた。105名がロシア側に収容され、乗員10名が死亡した。